# Ingrid Carlberg

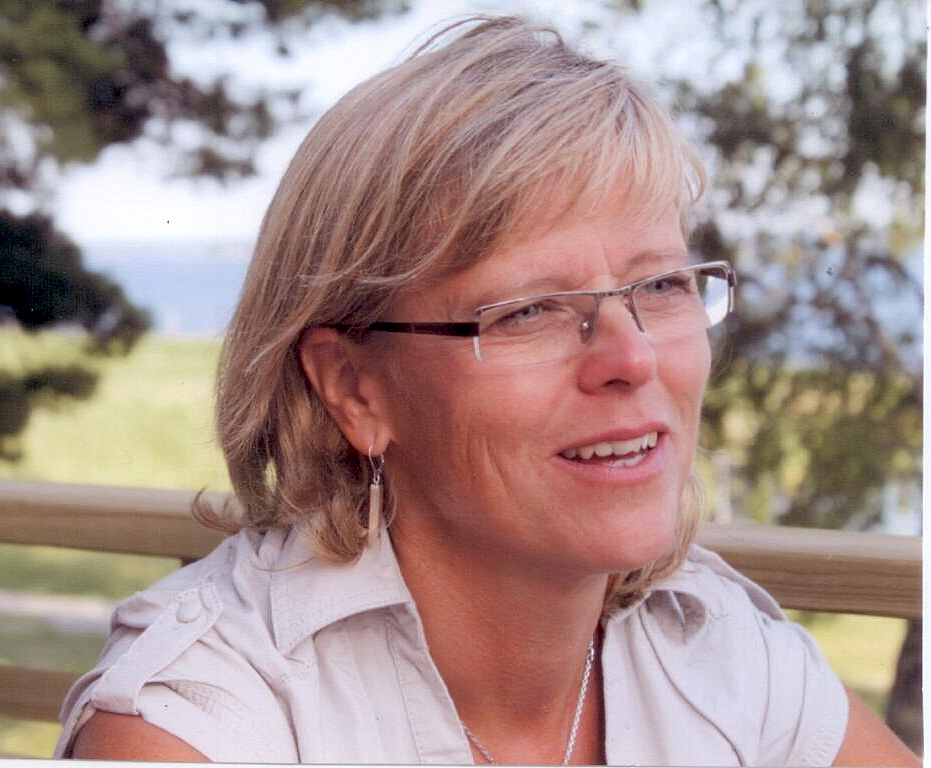
Ingrid Carlberg (2013)

Ingrid Margareta Carlberg (* 30. November 1961 in Surahammar, Schweden) ist eine schwedische Journalistin und Buchautorin. Sie ist seit 2020 Mitglied der Schwedischen Akademie.

## Leben
Carlberg wurde in Surahammar in der Nähe der Stadt Västerås geboren. Sie studierte Politikwissenschaft und Nationalökonomie an der Universität Uppsala und schloss das Studium mit dem Bachelor ab. 1982 begann sie als Journalistin für die Västmanlands län Tidning zu schreiben. In den späten 1980er Jahren arbeitete sie als Forschungsassistentin für eine von der schwedischen Regierung in Auftrag gegebene Studie über die Bedingungen der Demokratie und die Möglichkeiten der Bürger, ihre Lebensbedingungen zu beeinflussen (Maktutredningen, 1988–1990). Von 1990 bis 2010 war sie Journalistin bei der Dagens Nyheter mit einem Schwerpunkt auf investigativen Reportagen. Daneben veröffentlichte sie ab 2002 Kinderbücher und 2004 einen Jugendroman über die Auswirkungen von Mobbing (Min bror Benjamin). 2008 erschien mit Pillret (Die Pille) ihr erstes Sachbuch. Es behandelt in Form einer Reportage die Geschichte der beliebtesten Antidepressiva und beleuchtet die Spannungen zwischen Biologen und Freudianern innerhalb der Psychiatrie. Das Buch erhielt mehrere Preise. 2010 wurde ihr dafür der Ehrendoktortitel der Medizinischen Fakultät der Universität Uppsala verliehen.
Seit 2010 ist sie freiberuflich als Journalistin und Buchautorin tätig. Ihre Biografien über Raoul Wallenberg und Alfred Nobel wurden stark beachtet und mit Preisen ausgezeichnet. Im akademischen Jahr 2012/13 lehrte sie als Gastprofessorin praktischen Journalismus an der Universität Göteborg.
2020 wurde sie als Nachfolgerin von Göran Malmqvist auf den Stuhl Nr. 5 der Schwedischen Akademie berufen.
Mattson lebt in Österåker bei Stockholm. Sie ist mit dem Politiker Pär Nuder verheiratet.

## Auszeichnungen
- 2008: Guldspaden, Preis für investigativen Journalismus, für Pillret
- 2008: Nomination für den August-Preis mit Pillret
- 2010: Preis der Schwedischen Gesellschaft für Psychiatrie für Pillret
- 2010: Ehrendoktorat der Medizinischen Fakultät der Universität Uppsala
- 2012: August-Preis für das beste Sachbuch für die Biografie über Raoul Wallenberg
- 2013: Axel-Hirsch-Preis der Schwedischen Akademie für Raoul Wallenberg
- 2019: Nomination für den August-Preis mit Nobel
- 2020: Axel-Hirsch-Preis der für Nobel
- 2020: Preis der Schwedischen Akademie für Ingenieurswissenschaften für Nobel
- 2020: Medaille des Schwedischen Königs für „herausragende Leistungen als Autorin“
- 2023: Lotten-von-Kræmer-Preis
- 2024: Anna-Lindh-Preis

## Veröffentlichungen
Sachbücher
- Pillret. Reportagebok om antidepressiva läkemedel. Norstedts, Stockholm 2008, ISBN 9789113110660.
- „Det står ett rum här och väntar på dig ...“. Berättelsen om Raoul Wallenberg. Norstedts, Stockholm 2012, ISBN 9789113028804.
  - Raoul Wallenberg. Die Biografie. Das außergewöhnliche Leben und das mysteriöse Verschwinden des Mannes, der Tausende ungarischer Juden vor dem Holocaust rettete. Übers. von Susanne Dahmann. btb, München 2019, ISBN 978-3-442-75760-2.
- Nobel. Den gåtfulle Alfred, hans värld och hans pris. Norstedts, Stockholm 2019, ISBN 978-9113098692.
  - Alfred Nobel. Die Biografie. Übers. von Susanne Dahmann. btb, München 2023, ISBN 978-3-442-77365-7.
- Marionetterna. En berättelse om världen som politisk teater. Norstedts, Stockholm 2023, ISBN 9789113112060.

Kinder- und Jugendbücher
- Jag heter Rosalie. Illustrationen von Maria Nilsson Thore. Rabén & Sjögren, Stockholm 2002, ISBN 9789129662399.
- Rosalie på djupt vatten. Illustrationen von Maria Nilsson Thore. Rabén & Sjögren, Stockholm 2003, ISBN 9789129664508.
- Min bror Benjamin. Rabén & Sjögren, Stockholm 2004, ISBN 9789129660166.
- Rosalies hemliga kompis. Illustrationen von Maria Nilsson Thore. Rabén & Sjögren, Stockholm 2005, ISBN 9789129660142.